# City Airline
City Airline was een regionale luchtvaartmaatschappij met als thuishaven Göteborg, Zweden. Ze viel onder privébezit en leverde een gering aantal diensten in Europa. City Airline was gestationeerd op de luchthaven Göteborg-Landvetter.

## Geschiedenis
De luchtvaartmaatschappij werd in 1997 gesticht en begon op 10 september 2001 diensten te leveren. In september 2001 leverde ze diensten voor British Midland waarna ze eigen regionale diensten vanaf Göteborg begon. Ze viel geheel onder bezit van Investment AB Janus van Göteborg. Op 19 november 2011 ging ze op in Skyways.

## Vloot
In augustus 2011 bestond de vloot van City Airline uit de volgende 11 vliegtuigen.
- 2 Embraer ERJ-135
- 7 Embraer ERJ-145
- 2 McDonnell Douglas MD-82